# Mathikere, Krishnarajpet
Mathikere là một làng thuộc tehsil Krishnarajpet, huyện Mandya, bang Karnataka, Ấn Độ.